# زری (ایتالیا)
زری (ایتالیا) (به ایتالیایی: Zeri) یک کومونه در ایتالیا است که در استان ماسا-کارارا واقع شده‌است.

## خصوصیات
زری ۷۳ کیلومترمربع مساحت و ۱٬۲۷۳ نفر جمعیت دارد و ۷۰۸ متر بالاتر از سطح دریا واقع شده‌است.